# 木里齿冠紫堇
木里齿冠紫堇（学名：Corydalis bulleyana sp. muliensis）为罂粟科紫堇属下的一个亚种。

## 扩展阅读
- 維基物種上的相關：木里齿冠紫堇